# Liste der Regimenter des fränkischen Reichskreises
Der fränkische Reichskreis bestand aus den geistlichen Fürstentümern (Würzburg, Bamberg, Eichstätt), den Markgrafschaften Brandenburg-Ansbach und -Kulmbach aber auch zahlreichen freie Reichsstädten, insb. Nürnberg, Rothenburg ob der Tauber. Es zählten aber auch zahlreiche kleinere Territorien zum Kreis. Die fränkischen Regimenter zählten zu den beständigen Truppen innerhalb der Reichstruppen, trotz der großen territorialen und konfessionellen Zersplitterung. Im Pfälzischen Erbfolgekrieg nahm der fränkische Kreis Sachsen-Gothaische Truppen in den Sold, um seine Verpflichtungen zu erfüllen. 1694 unterhielt der Fränkische Kreis ein stehendes Heer von 2 940 Mann zu Pferd und 5703 Mann zu Fuß. Die Mannschaften zu diesem stehenden Kreisheer wurden von den einzelnen Kreisständen gestellt, denen auch Bekleidung und Bewaffnung weitgehend überlassen blieben, was zu dem viel verspotteten bunten Aussehen der Truppe führte. Im Siebenjährigen Krieg kämpfte der Kreis gegen Preußen – aber auch die würzburgischen und bambergischen Hausregimenter kämpften gegen Preußen. Mit dem Verkauf von Brandenburg-Ansbach und Brandenburg-Bayreuth durch den Markgrafen Karl Alexander an Preußen, stellte Preußen ein Husarenregiment.

## Erläuterung der Systematik
Die folgende Listung der Regimenter, einschließlich Jahreszahlen und Nummerierung erfolgt nach Tessin. Ergänzt wurde die Nummerierung der Infanterieregimenter mit Nr. 1–3 nach Bleckwenn. Es folgen die Namen der Regimentschefs bzw. der Name (ggf. Name des Kommandeurs).
Bedeutung der verwendeten Zeichen: „*“ = Gründung, „†“ = Auflösung, ">" = Verbleib, "=" = Doppelfunktion als stehendes Regiment eines Reichsstandes.

## Nachhaltig bestehende Regimenter

### Infanterie
| Regiment                                              | Datum | Befehlshaber                                 | Bemerkungen                                   |
| ----------------------------------------------------- | ----- | -------------------------------------------- | --------------------------------------------- |
| Fränkisches Kreis-Infanterieregiment No. 1 von 1681/3 | *1673 | Jakob Alfons Franz Calderon d’Avila          |                                               |
|                                                       | 1681  | Philipp Heinrich von Andlau                  |                                               |
|                                                       | 1684  | Georg Eberhard von Hedesdorff                |                                               |
|                                                       | 1693  | Johann Andreas Schnebelin                    | Belagerung der Landesfestung Ingolstadt 1704  |
|                                                       | 1705  | Johann Emmeran Emerich von Helmstätt         |                                               |
|                                                       | 1720  | Hermann Friedrich von Hohenzollern-Hechingen |                                               |
|                                                       | 1723  | Franz Friedrich Moeck                        |                                               |
|                                                       | 1729  | Johann Wilhelm von Tastung                   |                                               |
|                                                       | 1734  | Johann Sebastian Haller von Hallerstein      | Verteidigung von Philippsburg (1734)          |
|                                                       | 1745  | Johann von Zehe                              |                                               |
|                                                       | 1752  | Georg Adam von Varell                        | Schlacht bei Roßbach                          |
|                                                       | 1765  | Georg Christoph Ölhafen von Schöllenbach     |                                               |
|                                                       | 1780  | Anton Eberhard von Schertel                  |                                               |
|                                                       | 1793† |                                              |                                               |
| Fränkisches Kreis-Infanterieregiment No. 2 von 1681/2 | *1681 | Jakob Alfons Franz Calderon d’Avila          |                                               |
|                                                       | 1682  | Johann Wilhelm Köth von Wanscheid            |                                               |
|                                                       | 1682  | Georg Hartmann von Erffa                     |                                               |
|                                                       | 1702  | Adam Friedrich von Treskow                   | Belagerung der Landesfestung Ingolstadt, 1704 |
|                                                       | 1723  | Heinrich Philipp Höltzl von Stermstein       | Verteidigung von Philippsburg (1734)          |
|                                                       | 1750  | Johann Siegmund von Seybothen                |                                               |
|                                                       | 1752  | Sylvius Christian von Ferntheil              |                                               |
|                                                       | 1759  | Heinrich August zu Hohenlohe-Ingolfingen     |                                               |
|                                                       | 1793† |                                              |                                               |
| Fränkisches Kreis-Infanterieregiment No. 3 von 1691/2 | *1691 | Adam Heinrich von Schönbeck                  |                                               |
|                                                       | 1701  | Wilhelm Friedrich von Brandenburg-Ansbach    |                                               |
|                                                       | 1703  | Johann Friedrich Mohr von Waldt              | Schlacht am Schellenberg 1704                 |
|                                                       | 1704  | Georg Philipp von Boyneburg                  | Belagerung der Landesfestung Ingolstadt, 1704 |
|                                                       | 1732  | Hellmuth Otto von Bassewitz                  | Verteidigung von Philippsburg (1734)          |
|                                                       | 1738  | Friedrich Wilhelm von Gudenus                |                                               |
|                                                       | 1757  | Friedrich Johann Karl von Kronegk            |                                               |
|                                                       | 1765  | Dominicus von Kerpen                         |                                               |
|                                                       | 1783  | Hermann Hieronymus Pez von Lichtenhof        |                                               |
|                                                       | 1793† |                                              |                                               |

### Kavallerie

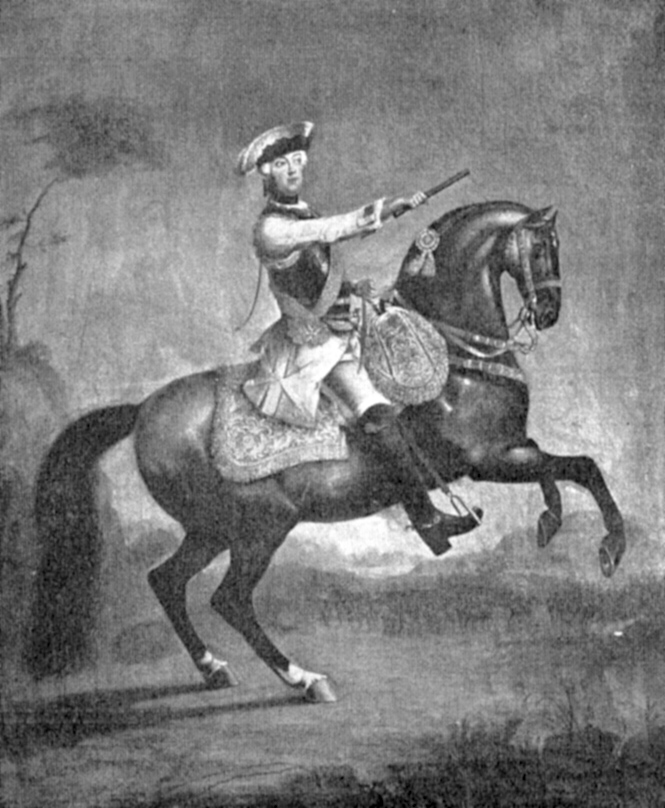
Georg Wilhelm von Brandenburg-Bayreuth als kaiserlicher Generalwachtmeister in der Uniform des fränkischen Kürassierregiments

| Regiment                                       | Datum | Befehlshaber                                     | Bemerkungen                                   |
| ---------------------------------------------- | ----- | ------------------------------------------------ | --------------------------------------------- |
| Fränkisches Kreis-Kürassierregiment von 1681/1 | *1681 | Christian Ernst von Brandenburg-Bayreuth         | Schlacht am Kahlenberg                        |
|                                                | 1702  | Georg Wilhelm von Brandenburg-Bayreuth           | Belagerung der Festung Landau                 |
|                                                | 1727  | Albrecht Ernst von Fechenbach                    |                                               |
|                                                | 1734  | Friedrich von Brandenburg-Bayreuth               | Siebenjähriger Krieg                          |
|                                                | 1763  | Adam Friedrich von Tresskau                      |                                               |
|                                                | 1793† |                                                  |                                               |
| Fränkisches Kreis-Dragonerregiment von 1691/1: | *1691 | Christoph Wilhelm von Aufseß                     | Belagerung von Ingolstadt 1704                |
|                                                | 1704  | Heinrich Karl (Karl Siegmund) Freiherr von Bibra | Belagerung der Landesfestung Ingolstadt, 1704 |
|                                                | 1733  | Philipp Caspar von Linsingen                     |                                               |
|                                                | 1757  | Christian Friedrich Karl Alexander von Ansbach   |                                               |
|                                                | 1793† |                                                  |                                               |

## Kurzfristig bestehende Regimenter

### Infanterie
| Regiment                                        | Befehlshaber                                 | von bis        | Bemerkungen                                                     |
| ----------------------------------------------- | -------------------------------------------- | -------------- | --------------------------------------------------------------- |
| Fränkisches Kreis-Infanterieregiment von 1664/2 | Johann Pleitner                              | *1664†         |                                                                 |
| Fränkisches Kreis-Infanterieregiment von 1672/2 | Jakob Alfons Franz Calderon d’Avila          | *1676†         |                                                                 |
| Fränkisches Kreis-Infanterieregiment von 1675/2 | Johann Karl von Thüngen                      | *1676†         |                                                                 |
| Fränkisches Kreis-Infanterieregiment von 1692/2 | Herzog Heinrich (Mietregiment Sachsen-Gotha) | *1692 – 1697   | > Sachsen-Gothaisches Infanterieregiment von 1692               |
| Fränkisches Kreis-Infanterieregiment von 1703/1 | Hermann Friedrich von Hohenzollern-Hechingen | *1703 – 1714†  |                                                                 |
| Fränkisches Kreis-Infanterieregiment von 1703/2 | Lebrecht Gottfried Jahnus von Eberstädt      | *1703 – 1708†  | Schlacht bei Schmidmühlen                                       |
| Fränkisches Kreis-Infanterieregiment von 1703/3 | Paulus Tucher von Simmelsdorf                | *1703 – 1710   | Jaxtheim – 1708†                                                |
| Fränkisches Kreis-Infanterieregiment von 1703/4 | Franz Anton von Dalberg                      | *1703 - 1709   | Würzburgisches Infanterieregiment von 1709 (Hochstift Würzburg) |
| Fränkisches Kreis-Infanterieregiment von 1793/1 | Johann Heinrich von Juliazy                  | 1793†          |                                                                 |
| Fränkisches Kreis-Infanterieregiment von 1793/2 | Rheingraf-Brigade                            | 1801†          |                                                                 |
| Fränkisches Kreis-Infanterieregiment von 1795   | von Riedel (Füsilierbataillon)               | 1799 ? - 1801† |                                                                 |

### Kavallerie
- Fränkisches Kreis-Kavallerieregiment von 1595 – Georg Friedrich zu Hohenlohe[27][28][29] *1595†
- Fränkisches Kreis-Kavallerieregiment von 1596 – Hans Clauss Russwormb[30] *1596†
- Fränkisches Kreis-Kavallerieregiment von 1597 – Georg Friedrich zu Hohenlohe *1597†
- Fränkisches Kreis-Kavallerieregiment von 1601 – Otto von Vohenstein *1601†
- Fränkisches Kreis-Kavallerieregiment von 1664/1 – Johann Wilhelm Zobel zu Giebelstedt[31] *1664†
- Fränkisches Kreis-Kavallerieregiment von 1672/1 – Friedrich III. (Brandenburg-Bayreuth) *1676†
- Fränkisches Kreis-Kavallerieregiment von 1675/1 – Wolf Peter von Oberndorff (Dragoner) *1676†
- Fränkisches Kreis-Kavallerieregiment von 1692/1 – Wengenheim (Dragoner) (Mietregiment Sachsen-Gotha) *1692 – 1697 > Sachsen-Gothaisches Kavallerieregiment von 1692
- Fränkisches Kreis-Kavallerieregiment von 1793 = Altpreußisches Husarenregiment H 10 (Preußen)